# Bindoon
Bindoon es una ciudad situada en la región de Wheatbelt en Australia Occidental; está ubicado a 84 kilómetros al norte de Perth y es la sede del Condado de Chittering.

## Historia
Las primeras noticias son sobre un asentamiento de colonos europeos en la zona donde se establecen a continuación, tenemos noticias de Bindoon de nuevo en 1843, cuando William Locke Brockman dio este nombre a su propiedad. Bindoon viene de una palabra aborigen de significado incierto, que podría significar el lugar donde crece el ñame.
Bindoon fue declarada ciudad en 1953.

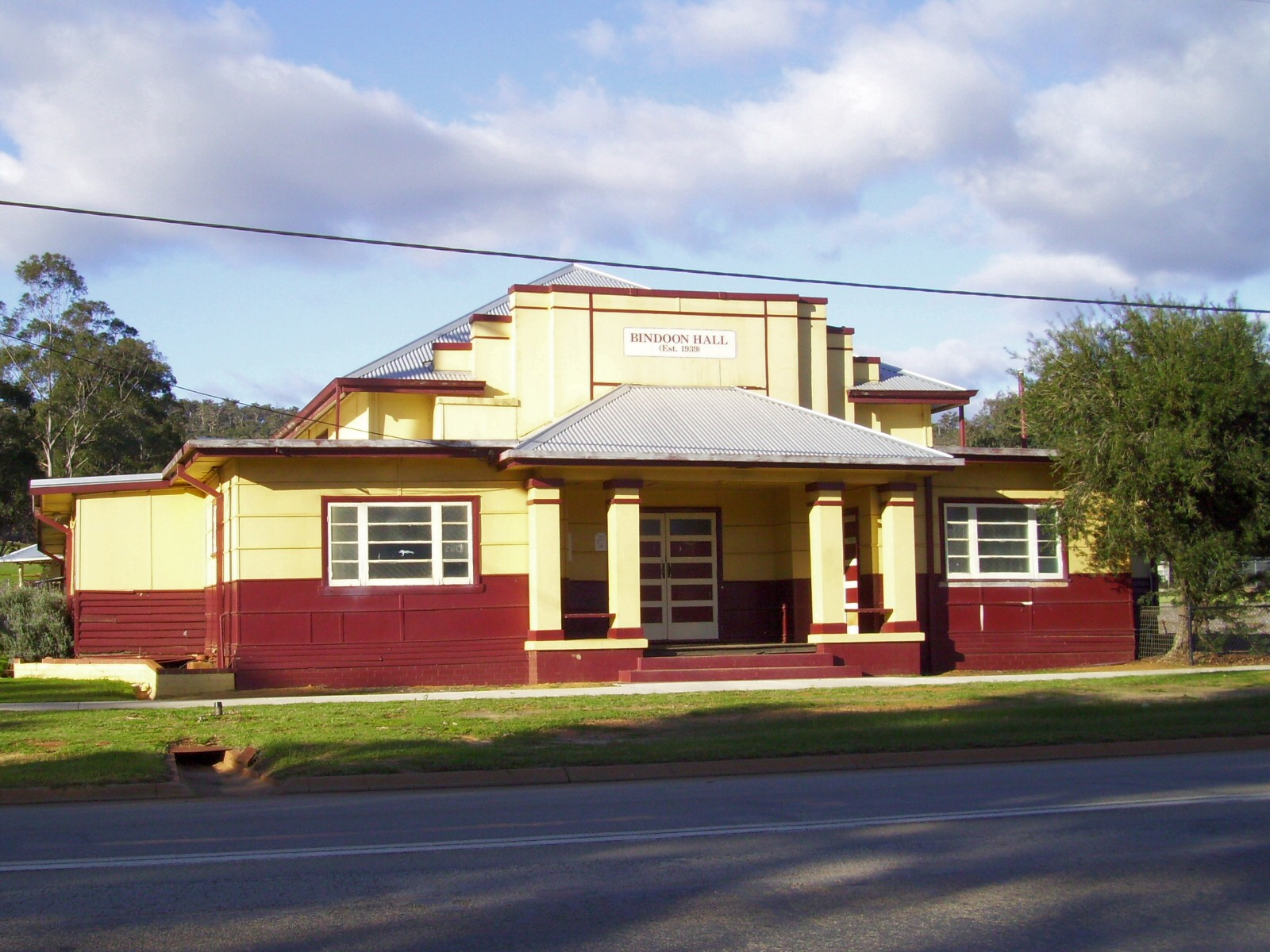
Ayuntamiento
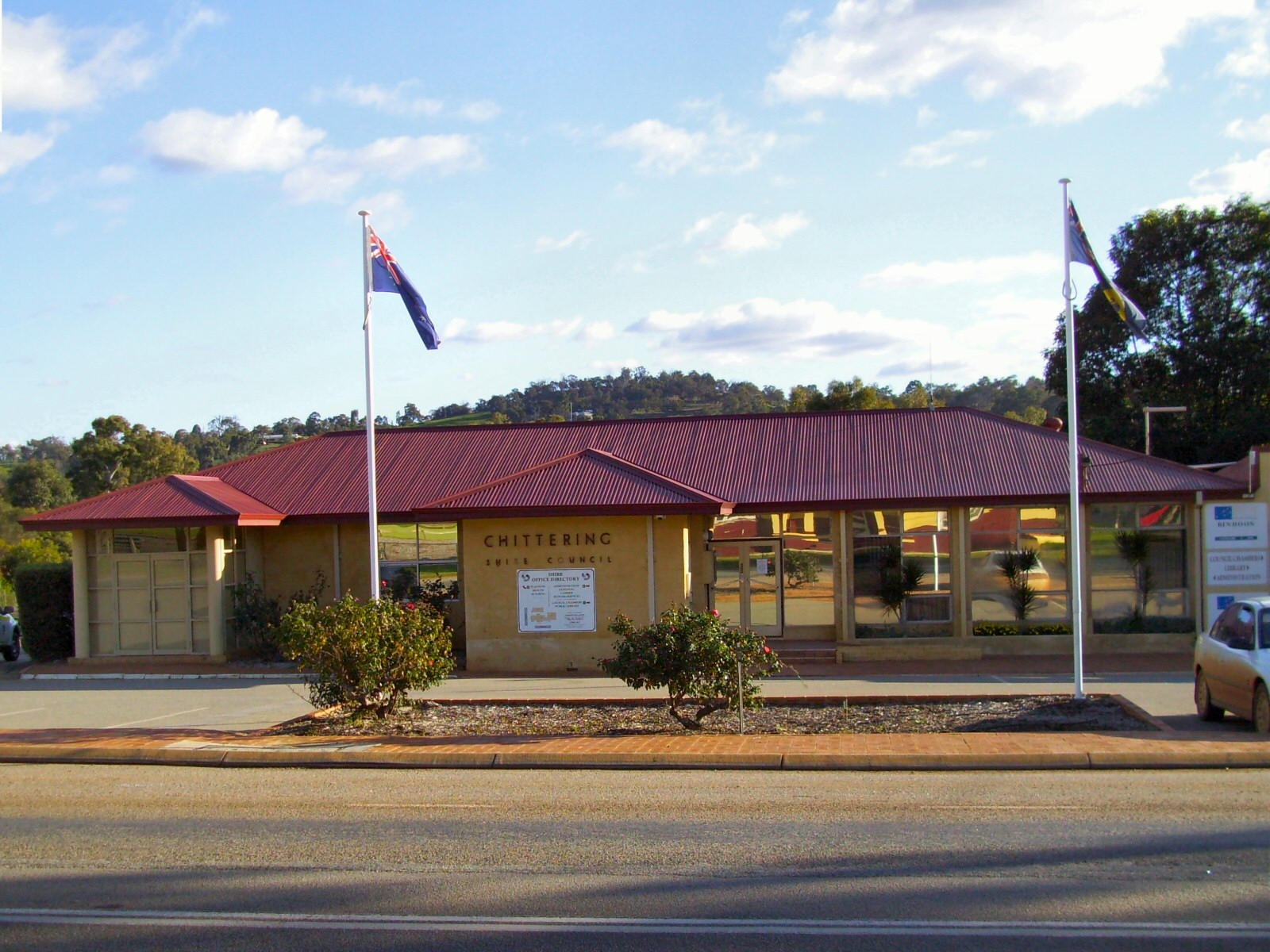
Edificio principal de la Comarca de Chittering
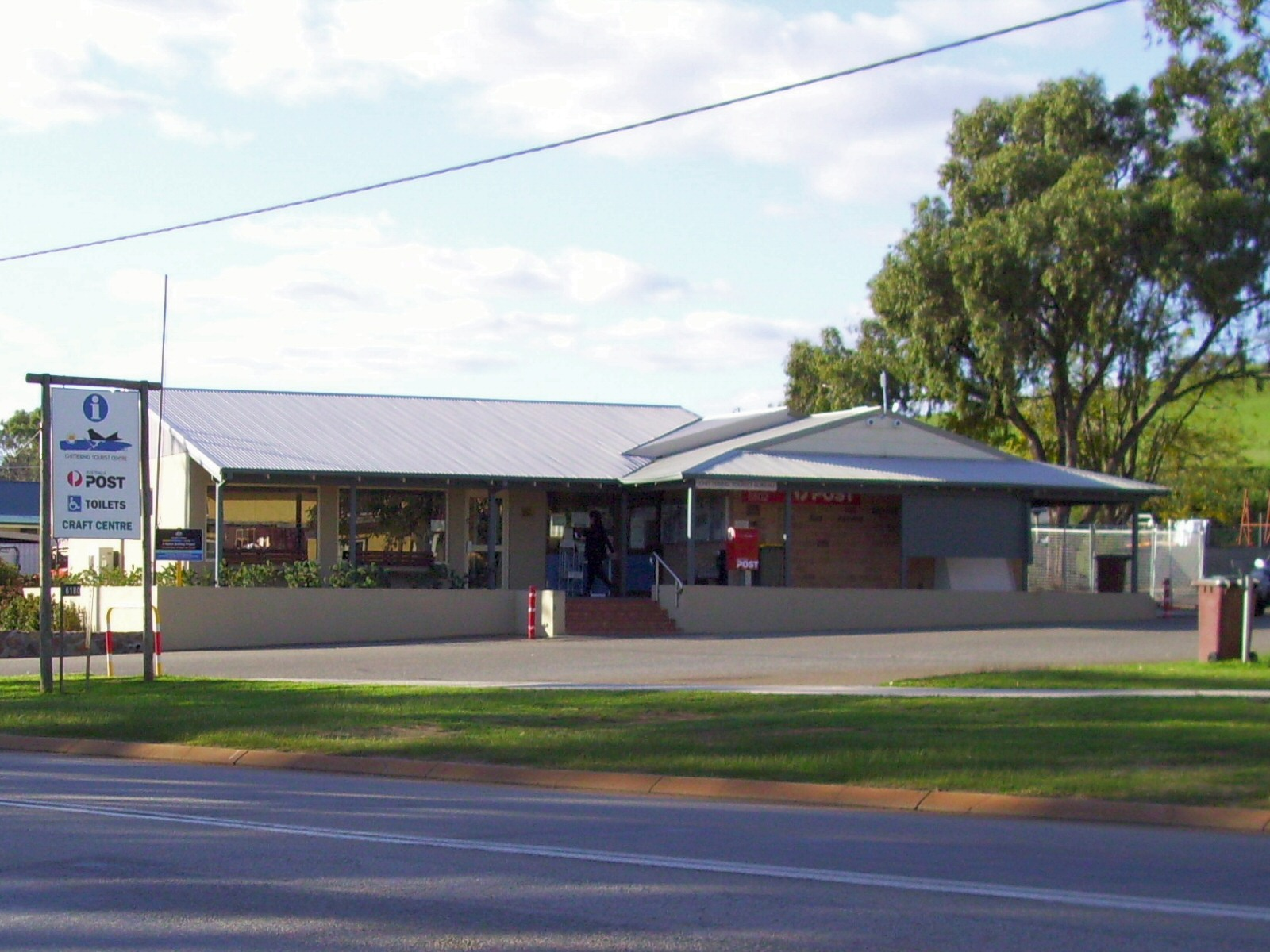
Centro Turístico y oficina de correos